# Olympische Jugend-Winterspiele 2020/Teilnehmer (Dänemark)
| Gelbes Symbol für Goldmedaillen mit stilisierten Olympischen Ringen | Graues Symbol für Silbermedaillen mit stilisierten Olympischen Ringen | Braundes Symbol für Bronzemedaillen mit stilisierten Olympischen Ringen |
| ------------------------------------------------------------------- | --------------------------------------------------------------------- | ----------------------------------------------------------------------- |
| —                                                                   | —                                                                     | —                                                                       |

Dänemark nahm an den Olympischen Jugend-Winterspielen 2020 im Schweizerischen Lausanne mit 26 Athleten (22 Jungen und 4 Mädchen) in 5 Sportarten teil.

## Teilnehmer nach Sportarten

### Curling
| Wettbewerb    | Mixed-Team                                                      | Mixed-Team                                                      | Mixed-Team                                                      | Mixed-Team                                                      |
| ------------- | --------------------------------------------------------------- | --------------------------------------------------------------- | --------------------------------------------------------------- | --------------------------------------------------------------- |
| Athleten      | Karolina Jensen                                                 | Kilian Thune                                                    | Jonathan Vilandt                                                | Natalie Wiksten                                                 |
| Vorrunde      | Ungarn 2:6 Deutschland 4:8 Brasilien 12:3 Schweiz 4:6 China 3:9 | Ungarn 2:6 Deutschland 4:8 Brasilien 12:3 Schweiz 4:6 China 3:9 | Ungarn 2:6 Deutschland 4:8 Brasilien 12:3 Schweiz 4:6 China 3:9 | Ungarn 2:6 Deutschland 4:8 Brasilien 12:3 Schweiz 4:6 China 3:9 |
| Viertelfinale | ausgeschieden                                                   | ausgeschieden                                                   | ausgeschieden                                                   | ausgeschieden                                                   |
| Halbfinale    | ausgeschieden                                                   | ausgeschieden                                                   | ausgeschieden                                                   | ausgeschieden                                                   |
| Finale        | ausgeschieden                                                   | ausgeschieden                                                   | ausgeschieden                                                   | ausgeschieden                                                   |
| Platzierung   | 13                                                              | 13                                                              | 13                                                              | 13                                                              |

Im Mixed-Doppel, kam der Partner immer aus einem anderen Land, somit spielten nur gemischte Mannschaften in diesem Wettbewerb mit.
| Athleten                     | Wettbewerb   | 1. Runde                        | 1. Runde | 2. Runde                        | 2. Runde      | 3. Runde      | 3. Runde      | 4. Runde      | 4. Runde      | Halbfinale    | Halbfinale    | Finale/Platz 3 | Finale/Platz 3 | Rang |
| Athleten                     | Wettbewerb   | Gegner                          | Erg      | Gegner                          | Erg           | Gegner        | Erg           | Gegner        | Erg           | Gegner        | Erg           | Gegner         | Erg            | Rang |
| ---------------------------- | ------------ | ------------------------------- | -------- | ------------------------------- | ------------- | ------------- | ------------- | ------------- | ------------- | ------------- | ------------- | -------------- | -------------- | ---- |
| Mixed                        |              |                                 |          |                                 |               |               |               |               |               |               |               |                |                |      |
| Karolina Jensen Zhai Zhixin  | Mixed Doppel | Ingeborg Forbregd Ričards Vonda | 10:5     | Mina Kobayashi Leo Tuaz         | 7:8           | ausgeschieden | ausgeschieden | ausgeschieden | ausgeschieden | ausgeschieden | ausgeschieden | ausgeschieden  | ausgeschieden  | 13   |
| Lisa Norrlander Kilian Thune | Mixed Doppel | Laura Nagy Nathan Young         | 5:11     | ausgeschieden                   | ausgeschieden | ausgeschieden | ausgeschieden | ausgeschieden | ausgeschieden | ausgeschieden | ausgeschieden | ausgeschieden  | ausgeschieden  | 25   |
| Natalie Wiksten Ross Craik   | Mixed Doppel | Momoha Tabata Romet Mäesalu     | 8:6      | Kristyna Farková Axel Landelius | 6:12          | ausgeschieden | ausgeschieden | ausgeschieden | ausgeschieden | ausgeschieden | ausgeschieden | ausgeschieden  | ausgeschieden  | 13   |
| Kim Ji-yoon Jonathan Vilandt | Mixed Doppel | Liza Gregori Maximilian Winz    | 3:7      | ausgeschieden                   | ausgeschieden | ausgeschieden | ausgeschieden | ausgeschieden | ausgeschieden | ausgeschieden | ausgeschieden | ausgeschieden  | ausgeschieden  | 25   |

### Eishockey

#### Nationenturnier
| Wettbewerb  | Jungen |
| ----------- | --- |
| Athleten    | Ansen Charles Thomas King Anton Ibman Stenbakken Anton Mikkelsen Als Christopher Holm Mulberg Edvard Anders Lundmark Gustav Lykke Jonassen Jonas Karup Haugaard Magnus Remmer Mortensen Mathias John Just Petersen Oliver Olof Marklund Oliver Villadsen Oskar Just Petersen Sebastian Maddock Rasmussen Victor Gade Liam Svendsberget-Kruse Oscar Fisker Mølgaard Albert Uggerhøj Schiolda |
| Vorrunde    | Kanada 0:6 Russland 0:9 |
| Halbfinale  | ausgeschieden |
| Finale      | ausgeschieden |
| Platzierung | 6 |

#### 3×3 Turnier
Im 3×3 Eishockey spielten die Athleten in gemischten Mannschaften.
| Mannschaft  | Athleten | Vorrunde       | Vorrunde | Halbfinale    | Halbfinale    | Finale/Spiel um Bronze        | Finale/Spiel um Bronze | Rang   |
| Mannschaft  | Athleten | Gegner         | Ergebnis | Gegner        | Ergebnis      | Gegner                        | Ergebnis               | Rang   |
| ----------- | --- | -------------- | -------- | ------------- | ------------- | ----------------------------- | ---------------------- | ------ |
| Jungen      | |                |          |               |               |                               |                        |        |
| _ Team Blau | Chen Chih-yuan Jakub Trzebunia Caleb Chapman Ziya Efe Güçlü Hong Seung-woo Daniel Assavolyuk Joris Valčiukas Riley Langille Cater Hamill Konrad Kudeviita Simone Terraneo Oliver Thestrup Hansen Issa Otsuka | _ Team Grau    | 8:9      | ausgeschieden | ausgeschieden | ausgeschieden                 | ausgeschieden          | 8      |
| _ Team Blau | Chen Chih-yuan Jakub Trzebunia Caleb Chapman Ziya Efe Güçlü Hong Seung-woo Daniel Assavolyuk Joris Valčiukas Riley Langille Cater Hamill Konrad Kudeviita Simone Terraneo Oliver Thestrup Hansen Issa Otsuka | _ Team Orange  | 1:12     | ausgeschieden | ausgeschieden | ausgeschieden                 | ausgeschieden          | 8      |
| _ Team Blau | Chen Chih-yuan Jakub Trzebunia Caleb Chapman Ziya Efe Güçlü Hong Seung-woo Daniel Assavolyuk Joris Valčiukas Riley Langille Cater Hamill Konrad Kudeviita Simone Terraneo Oliver Thestrup Hansen Issa Otsuka | _ Team Schwarz | 8:14     | ausgeschieden | ausgeschieden | ausgeschieden                 | ausgeschieden          | 8      |
| _ Team Blau | Chen Chih-yuan Jakub Trzebunia Caleb Chapman Ziya Efe Güçlü Hong Seung-woo Daniel Assavolyuk Joris Valčiukas Riley Langille Cater Hamill Konrad Kudeviita Simone Terraneo Oliver Thestrup Hansen Issa Otsuka | _ Team Grün    | 6:11     | ausgeschieden | ausgeschieden | ausgeschieden                 | ausgeschieden          | 8      |
| _ Team Blau | Chen Chih-yuan Jakub Trzebunia Caleb Chapman Ziya Efe Güçlü Hong Seung-woo Daniel Assavolyuk Joris Valčiukas Riley Langille Cater Hamill Konrad Kudeviita Simone Terraneo Oliver Thestrup Hansen Issa Otsuka | _ Team Gelb    | 8:13     | ausgeschieden | ausgeschieden | ausgeschieden                 | ausgeschieden          | 8      |
| _ Team Blau | Chen Chih-yuan Jakub Trzebunia Caleb Chapman Ziya Efe Güçlü Hong Seung-woo Daniel Assavolyuk Joris Valčiukas Riley Langille Cater Hamill Konrad Kudeviita Simone Terraneo Oliver Thestrup Hansen Issa Otsuka | _ Team Braun   | 2:14     | ausgeschieden | ausgeschieden | ausgeschieden                 | ausgeschieden          | 8      |
| _ Team Blau | Chen Chih-yuan Jakub Trzebunia Caleb Chapman Ziya Efe Güçlü Hong Seung-woo Daniel Assavolyuk Joris Valčiukas Riley Langille Cater Hamill Konrad Kudeviita Simone Terraneo Oliver Thestrup Hansen Issa Otsuka | _ Team Rot     | 11:18    | ausgeschieden | ausgeschieden | ausgeschieden                 | ausgeschieden          | 8      |
| Mädchen     | |                |          |               |               |                               |                        |        |
| _ Team Blau | Sidre Özer Valerie Christmann Anna Kot Marija Runewska Mirren Foy Zuzana Dobiašová Jana Krascheninina Maya Stöber Regina Metzler Karolina Hengelmüller Nikki Sharp Yuna Kusama Aya Juhl Petersen             | _ Team Grau    | 8:9      | _ Team Gelb   | 5:7           | Spiel um Bronze: _ Team Braun | 6:4                    | Bronze |
| _ Team Blau | Sidre Özer Valerie Christmann Anna Kot Marija Runewska Mirren Foy Zuzana Dobiašová Jana Krascheninina Maya Stöber Regina Metzler Karolina Hengelmüller Nikki Sharp Yuna Kusama Aya Juhl Petersen             | _ Team Orange  | 1:12     | _ Team Gelb   | 5:7           | Spiel um Bronze: _ Team Braun | 6:4                    | Bronze |
| _ Team Blau | Sidre Özer Valerie Christmann Anna Kot Marija Runewska Mirren Foy Zuzana Dobiašová Jana Krascheninina Maya Stöber Regina Metzler Karolina Hengelmüller Nikki Sharp Yuna Kusama Aya Juhl Petersen             | _ Team Schwarz | 8:14     | _ Team Gelb   | 5:7           | Spiel um Bronze: _ Team Braun | 6:4                    | Bronze |
| _ Team Blau | Sidre Özer Valerie Christmann Anna Kot Marija Runewska Mirren Foy Zuzana Dobiašová Jana Krascheninina Maya Stöber Regina Metzler Karolina Hengelmüller Nikki Sharp Yuna Kusama Aya Juhl Petersen             | _ Team Grün    | 6:11     | _ Team Gelb   | 5:7           | Spiel um Bronze: _ Team Braun | 6:4                    | Bronze |
| _ Team Blau | Sidre Özer Valerie Christmann Anna Kot Marija Runewska Mirren Foy Zuzana Dobiašová Jana Krascheninina Maya Stöber Regina Metzler Karolina Hengelmüller Nikki Sharp Yuna Kusama Aya Juhl Petersen             | _ Team Gelb    | 8:13     | _ Team Gelb   | 5:7           | Spiel um Bronze: _ Team Braun | 6:4                    | Bronze |
| _ Team Blau | Sidre Özer Valerie Christmann Anna Kot Marija Runewska Mirren Foy Zuzana Dobiašová Jana Krascheninina Maya Stöber Regina Metzler Karolina Hengelmüller Nikki Sharp Yuna Kusama Aya Juhl Petersen             | _ Team Braun   | 2:14     | _ Team Gelb   | 5:7           | Spiel um Bronze: _ Team Braun | 6:4                    | Bronze |
| _ Team Blau | Sidre Özer Valerie Christmann Anna Kot Marija Runewska Mirren Foy Zuzana Dobiašová Jana Krascheninina Maya Stöber Regina Metzler Karolina Hengelmüller Nikki Sharp Yuna Kusama Aya Juhl Petersen             | _ Team Rot     | 11:18    | _ Team Gelb   | 5:7           | Spiel um Bronze: _ Team Braun | 6:4                    | Bronze |

### Skeleton
| Athlet          | Lauf 1      | Lauf 1 | Lauf 2      | Lauf 2 | Gesamt      | Gesamt |
| Athlet          | Zeit        | Rang   | Zeit        | Rang   | Zeit        | Rang   |
| --------------- | ----------- | ------ | ----------- | ------ | ----------- | ------ |
| Jungen          |             |        |             |        |             |        |
| Rasmus Johansen | 1:10,57 min | 8      | 1:10,95 min | 13     | 2:21,52 min | 9      |

### Ski Alpin
| Athleten             | Wettbewerbe  | 1. Lauf     | 1. Lauf | 2. Lauf     | 2. Lauf | Gesamt      | Gesamt |
| Athleten             | Wettbewerbe  | Zeit        | Rang    | Zeit        | Rang    | Zeit        | Rang   |
| -------------------- | ------------ | ----------- | ------- | ----------- | ------- | ----------- | ------ |
| Mädchen              |              |             |         |             |         |             |        |
| Kristiane Rør Madsen | Riesenslalom | 1:10,71 min | 36      | 1:09,98 min | 29      | 2:20,69 min | 28     |
| Kristiane Rør Madsen | Slalom       | 51,37 s     | 34      | 46,76 s     | 17      | 1:38,13 min | 22     |
| Kristiane Rør Madsen | Super-G      | –           | –       | –           | –       | DNF         | DNF    |
| Kristiane Rør Madsen | Kombination  | DNF         | DNF     | DNF         | DNF     | DNF         | DNF    |

### Skilanglauf
| Athleten          | Wettbewerbe     | Qualifikation | Qualifikation | Viertelfinale | Viertelfinale | Halbfinale    | Halbfinale    | Finale        | Finale        | Rang |
| Athleten          | Wettbewerbe     | Zeit          | Rang          | Zeit          | Rang          | Zeit          | Rang          | Zeit          | Rang          | Rang |
| ----------------- | --------------- | ------------- | ------------- | ------------- | ------------- | ------------- | ------------- | ------------- | ------------- | ---- |
| Jungen            |                 |               |               |               |               |               |               |               |               |      |
| Hjalmar Michelsen | 10 km klassisch | –             | –             | –             | –             | –             | –             | 30:23,3 min   | 45            | 45   |
| Hjalmar Michelsen | Sprint Freistil | 3:29,65 min   | 36            | ausgeschieden | ausgeschieden | ausgeschieden | ausgeschieden | ausgeschieden | ausgeschieden | 36   |
| Hjalmar Michelsen | Langlauf-Cross  | 4:42.27       | 43            | –             | –             | ausgeschieden | ausgeschieden | ausgeschieden | ausgeschieden | 43   |